# Kover

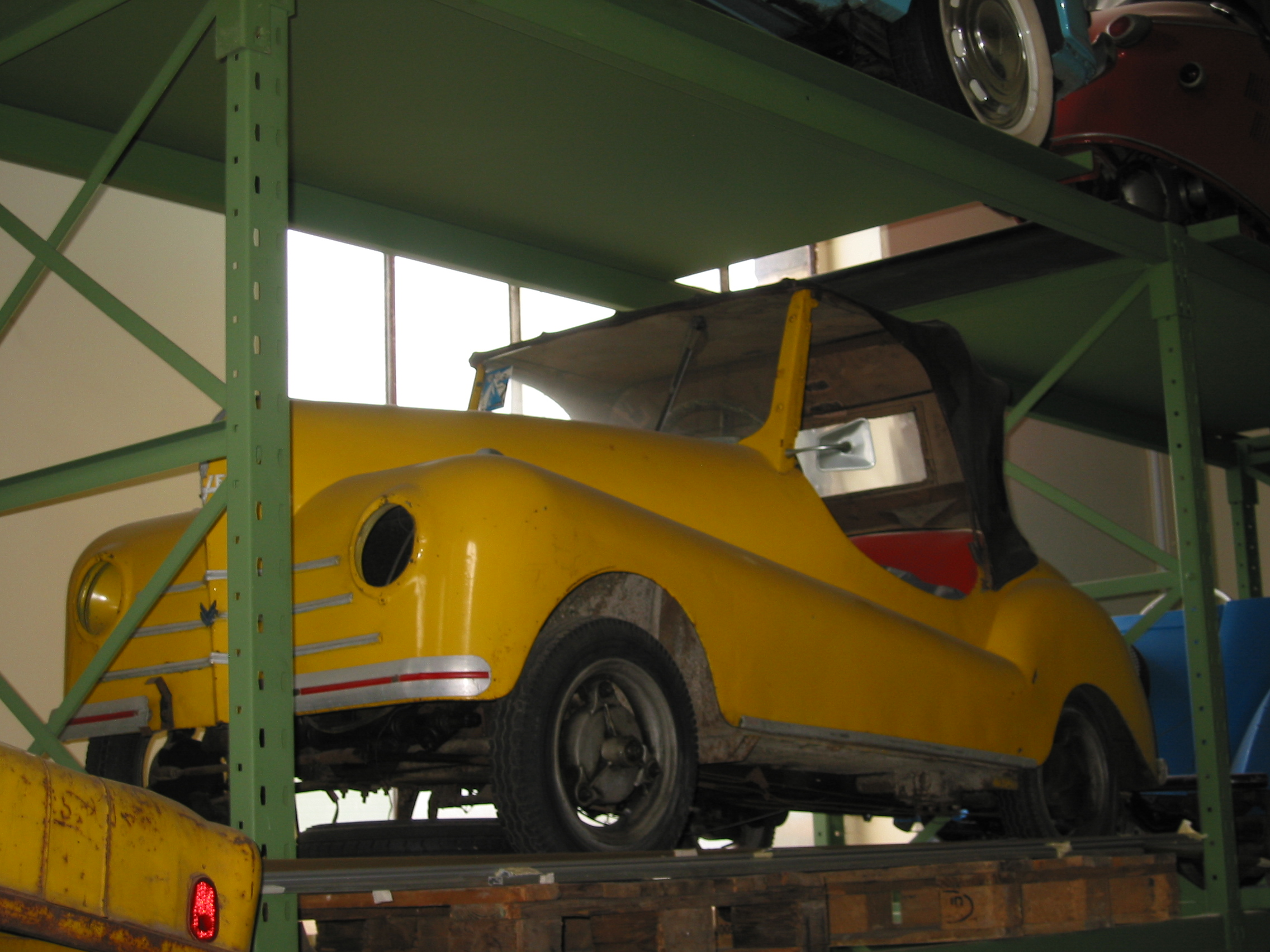
Kover

Kover war eine französische Automarke.

## Unternehmensgeschichte
Das Unternehmen Société Industrielle de Livry aus Paris begann 1949 mit der Produktion von Automobilen. 1952 endete die Produktion. Es bestand keine Verbindung zu Kover Capilla.

## Fahrzeuge
Der Kover erschien 1951 und basierte auf dem Atlas, den das Unternehmen seit 1949 anbot. Für den Antrieb sorgte ein Einzylinder-Viertaktmotor von AMC mit 175 cm³ Hubraum. Das offene Fahrzeug bot zwei Personen nebeneinander Platz und wurde ohne Verdeck ausgeliefert.
Fahrzeuge dieser Marke sind in einigen Kleinwagenmuseen zu besichtigen.